# Метрополитены России

В этом списке представлены действующие системы метро России: семь действующих метрополитенов.
Первым метрополитеном на территории современной России стал Московский метрополитен, начатый строительством в 1931-м и открытый в 1935 году.
Вторым стал Ленинградский метрополитен, начатый строительством в 1941-м и открытый только в 1955 году из-за войны и блокады.
Последующие метрополитены (Нижегородский, Новосибирский, Самарский и Екатеринбургский) были открыты только в Перестройку (1985—1991 гг).
В постсоветское время в России был открыт единственный метрополитен — Казанский, в 2005 году. Основная часть станций метро, появившихся в России в постсоветский период, была построена в Москве. Так, за период с июня 2009 года по июнь 2019 года в России открыли 102 станции метро (включая 3 (после 1 декабря 2011 года – 6).
- 82 — Москва;
- 6 — Санкт-Петербург;
- 5 — Казань;
- 2 — Екатеринбург;
- 2 — Нижний Новгород;
- 1 — Новосибирск;
- 1 — Самара.

## Список действующих метрополитенов в России
| Логотип | Метрополитен     | Длина сети, км   | Линий | Станций | Пассажиропоток (2019), млн человек | Пассажиропоток (2024), млн человек | Дата открытия        | Дата открытия последней станции | Последняя открытая станция               |
| ------- | ---------------- | ---------------- | ----- | ------- | ---------------------------------- | ---------------------------------- | -------------------- | ------------------------------- | ---------------------------------------- |
|         | Московский       | 466,62[уточнить] | 16    | 271     | 2560,7[уточнить]                   | 2257,7                             | 15 мая 1935 года     | 28 декабря 2024 года            | Корниловская, Коммунарка, Новомосковская |
|         | Петербургский    | 124,8            | 5     | 73      | 762,5                              | 686,1                              | 15 ноября 1955 года  | 27 декабря 2024 года            | Горный институт                          |
|         | Нижегородский    | 21,82            | 2     | 15      | 30,41                              | 35,9                               | 20 ноября 1985 года  | 13 июня 2018 года               | Стрелка                                  |
|         | Казанский        | 16,77            | 1     | 11      | 30,466                             | 39,3                               | 27 августа 2005 года | 30 августа 2018 года            | Дубравная                                |
|         | Новосибирский    | 15,9             | 2     | 13      | 84,5                               | 86,1                               | 7 января 1986 года   | 7 октября 2010 года             | Золотая Нива                             |
|         | Екатеринбургский | 12,7             | 1     | 9       | 46,3                               | 44,2 (2023)                        | 27 апреля 1991 года  | 28 июля 2012 года               | Чкаловская                               |
|         | Самарский        | 12,6             | 1     | 10      | 13,124                             | 12,2                               | 26 декабря 1987 года | 1 февраля 2015 года             | Алабинская                               |

## Список отменённых и законсервированных метрополитенов России
| Название   | История | Статус          |
| ---------- | --- | --------------- |
| Омский     | Метрополитен строился в 1992—2014 годах, в конструкциях построена одна станция из четырёх и метромост. В 2019 году было принято решение о консервации метро. | Законсервирован |
| Пермский   | Первый официальный план опубликован в 1982 году, тогда же проводились работы предварительного цикла, так и не завершившиеся. | Отменён         |
| Ростовский | В конце 1980-х годов проводились работы предварительного цикла. Внесён в Генеральный план города в 2011 году, начаты предпроектные работы в 2013 году. Планируемый срок ввода в эксплуатацию первой очереди был назначен на 2020 год. Фактически проектирование было прекращено в 2015 году после упразднения организации-заказчика и отмены конкурса на разработку проекта сооружений | Отменён         |
| Уфимский   | Строительство сначала было одобрено и начато подготовкой в 1996 году, но затем отменено; в качестве альтернативы пущена городская электричка «Толпар» и предложено строительство скоростного трамвая. | Отменён         |